# Macrogol
 Macrogol  è un tipo di eccipiente farmaceutico della famiglia dei polietilenglicoli che viene utilizzato anche da solo come lassativo. È in grado di richiamare acqua e sali minerali nel lume gastrointestinale e in questo modo espleta un'azione di stimolazione meccanica della peristalsi, normalmente seguita da una risoluzione.
Persone che hanno difficoltà cardiocircolatorie dovrebbero consultare un medico prima dell'utilizzo di questo farmaco, poiché lo squilibrio idrosalino che si può creare con l'utilizzo potrebbe portare a fenomeni di tipo aritmico o di ridotta volemia.

## Indicazioni
Stitichezza cronica, pulizia del colon.
Prodotto sia discretamente sicuro sia a elevata efficacia nel trattamento di buona parte delle stipsi croniche: "Questa estrema versatilità d'uso permette di utilizzarlo per risolvere i casi di stipsi caratterizzati da feci caprine e formate (Bristol 1-3 ) ancor prima di aver differenziato la stipsi, se organica o funzionale, ed indipendentemente dalla presenza di eventuali sintomi di allarme, fatta eccezione per la perforazione, l'ostruzione intestinale e l'ileo dinamico. La risoluzione rapida dell'alterazione defecatoria e della stasi fecale nel colon-retto mediante le soluzioni di macrogol è anche utile nelle fasi iniziali dell'iter diagnostico per potere eseguire esami nel colon-retto, sia morfologici che funzionali, nel sospetto di, o per escludere, patologie organiche"
È in media ritenuta terapia preferenziale nella stipsi cronica, prima di tentare - per i casi più ostinati - con il prucalopride con dose di 2 mg/die (1 mg/die per gli over 65).

## Dosaggi
La posologia varia a seconda del tipo. 

## Farmacodinamica
Il macrogol è polimero inerte derivato dall'ossido di etilene, la cui utilità consiste nel riuscire a richiamare i liquidi corporei all'interno del comparto intestinale, favorendo così la peristalsi e la defecazione.

## Effetti indesiderati
Dolore addominale, nausea.

## Forme utilizzate
- Macrogol 3350 (con altri principi attivi) – stipsi cronica
- Macrogol 4000 (da solo o in associazione con altri principi attivi) – pulizia del colon